# 開皇曆
《开皇曆》是中国古代隋朝的曆法。
隋朝统一中国，隋文帝想以符命耀天下，道士张宾迎合，自称通晓历法，得到皇帝宠信，被任命为华州刺史，隋朝开皇四年（584年）张宾和刘晖、董琳、劉佑、马显、郑元伟一起修订新历，称为开皇历，颁用至开皇十六年（596年）。以{\displaystyle 365{\frac {25063}{102960}}}日为岁实（太阳年），{\displaystyle 29{\frac {96529}{181920}}}日为朔策（朔望月）。采用429年有158闰的闰周，以何承天的历法损益而成。颁布后，刘孝孙和刘焯认为开皇历，不用破章法，不考虑岁差，不知用定朔，不会计算上元积年，是其重大缺陷。开皇曆不如何承天之历法精密，很快被大業曆取代。